# Donets (oblast de Kharkiv)
Donets (ukrainien : Донець) est une commune urbaine de l'oblast de Kharkiv, en Ukraine. Elle compte 8 614 habitants en 2021.

## Géographie
La commune se trouve sur la rive sud de la rivière Donets, affluent du fleuve Don, à 58 kilomètres au sud-sud-est de Kharkiv. Elle fait face à la commune urbaine de Andriïvka, sur la rive opposée du Donets, et jouxte à l'ouest une autre commune urbaine, Slobojanske.